# ワン・オブ・アス (ABBAの曲)
「ワン・オブ・アス」(One Of Us）はスウェーデンの音楽グループ、ABBAが1981年12月にリリースした曲。8枚目のスタジオ・アルバム『ザ・ヴィジターズ』のリード・シングルとして発売された。ビョルン・ウルヴァースとベニー・アンダーソンによって書かれ、プロデュースもされた。リード・ヴォーカルはアグネタ・フォルツコグ。この曲は活動停止前、最後のメジャー・ヒット・シングルとなり、ベルギー、デンマーク、西ドイツ、アイルランド、オランダ、といった国々で1位を記録した。さらにオーストリア、ノルウェー。南アフリカ、スペイン、スイス、イギリスなどでもトップ10ヒットを記録している。

## 解説
「ワン・オブ・アス」は1983年にベスト盤『ザ・シングルズ』をプロモートするためにシングルカットされるまで全米では発売されなかった。全米では代わりに「ホエン・オール・イズ・セッド・アンド・ダン」がリード・シングルとしてリリースされていた。
ビルボードは2017年、「ワン・オブ・アス」を「最も素晴らしいABBAの曲」リストの中で5位にランク付けした。
制作途中には「ナンバー・ワン」「ミ・アモーレ」などのタイトルが付けられていた。

## チャート
| チャート (1981–83)                              | 最高 順位 |
| ----------------------------------------------- | --------- |
| オーストラリア (ケント・ミュージック・レポート) | 48        |
| オーストリア (Ö3 Austria Top 40)                | 3         |
| ベルギー (Ultratop 50 Flanders)                 | 1         |
| デンマーク (トラックリステン)                   | 1         |
| ヨーロッパ (Eurochart Hot 100 Singles)          | 1         |
| フィンランド (スオメン・ヴィラリネン・リスタ)   | 13        |
| フランス (IFOP)                                 | 14        |
| アイルランド (IRMA)                             | 1         |
| イスラエル (IBA)                                | 2         |
| オランダ (Dutch Top 40)                         | 1         |
| オランダ (Single Top 100)                       | 1         |
| ニュージーランド (Recorded Music NZ)            | 43        |
| ノルウェー (VG-lista)                           | 6         |
| 南アフリカ (Springbok Radio)                    | 4         |
| スペイン (AFYVE)                                | 7         |
| スウェーデン (Sverigetopplistan)                | 13        |
| スイス (Schweizer Hitparade)                    | 3         |
| UK シングルス (OCC)                             | 3         |
| US Bubbling Under the Hot 100 (Billboard)       | 107       |
| US Adult Contemporary (Billboard)               | 33        |
| 西ドイツ (GfK Entertainment charts)             | 1         |

| チャート (1981年)         | 最高順位 |
| ------------------------- | -------- |
| オランダ (Single Top 100) | 60       |

| チャート (1982年)            | 最高順位 |
| ---------------------------- | -------- |
| ベルギー (Ultratop Flanders) | 19       |
| 西ドイツ (GfK)               | 25       |
| オランダ (Dutch Top 40)      | 97       |